# Strophidon sathete
Strophidon sathete és una espècie de peix marí pertanyent a la família dels murènids i l'única del gènere Strophidon.

## Etimologia
Strophidon prové dels mots grecs strophos (retorçat) i odous (dents).

## Descripció
Fa 4 m de llargària màxima (encara que la seua mida més comuna és de 70 cm) i és de color gris marronós a la part superior i més clar per sota. Cos moderadament allargat, cilíndric per davant i comprimit al llarg de la cua. Ulls petits. Boca molt gran i estesa fins més enllà dels ulls. Dents petites, biserials, esmolades i més grans al davant i la filera interior. Aleta dorsal inserida al cap abans de l'obertura branquial. Absència d'escates. 183-196 vèrtebres. Línia lateral contínua.

## Alimentació
Menja principalment una gran varietat de peixets i crustacis. El seu nivell tròfic és de 3,98.

## Hàbitat i distribució geogràfica
És un peix marí i d'aigües dolces i salabroses, associat als esculls (fins als 15 m de fondària), amfídrom i de clima tropical (23 °C-28 °C; 30°N-23°S), el qual viu a la conca Indo-Pacífica: els fons oceànics fangosos, els estuaris, els rius i les badies interiors des del mar Roig i l'Àfrica oriental fins al Pacífic occidental, incloent-hi Somàlia, Kenya, Tanzània, Moçambic, Sud-àfrica, Madagascar, l'illa de Reunió, Maurici, el corrent Agulhas, les illes Maldives, l'Índia -com ara, les illes Andaman i la llacuna Chilka-, la badia de Bengala, les illes Filipines -com ara, la badia de Sogod-, el mar de la Xina Meridional, el mar de la Xina Oriental, el Vietnam, Hong Kong, Taiwan -incloent-hi el riu Erren-, la mar Groga, el corrent de Kuroshio, el Japó -incloent-hi les illes Ryukyu-, Indonèsia, Papua Nova Guinea, Austràlia, el mar del Corall, la Gran Barrera de Corall, Nova Caledònia, Vanuatu, la República de Palau, Fiji i Guam.

## Observacions
És de costums solitaris, el seu índex de vulnerabilitat és molt alt (80 de 100), es comercialitza fresc a nivell local i és conegut per estendre's verticalment des del seu cau amb el cap en posició horitzontal i pujant i baixant seguint el vaivé de la marea.